# Anastassia Sletova-Tchernova
Anastassia Nikolaïevna Sletova-Tchernova (en russe : Анастасия Николаевна Слётова-Чернова, née à Tambov en 1873 et morte à Leningrad en 1938) est une enseignante russe, élue à l'Assemblée constituante russe de 1918.

## Biographie
Anna Sletova nait à Tambov en 1873. Sa famille fait partie de la petite bourgeoisie, et son père est fonctionnaire. Elle fait ses études secondaires au Lycée de jeunes filles de Tambov, et travaille ensuite comme enseignante. En 1898 elle épouse Viktor Tchernov, et en mai 1899 le couple émigre. Viktor Tchernov participe à la fondation du parti socialiste-révolutionnaire à l'automne 1901. Anna Sletova-Tchernova adhère au parti dès sa création.  
En 1917, au moment des élections à l'Assemblée constituante russe, elle vit à Kolzov (Mitchourinsk), et est membre du bureau de la section du parti socialiste révolutionnaire. Elle est élue à la constituante dans le district de Tambov, sur la liste no 1 (socialistes révolutionnaires et conseil des députés paysans). Elle est l'une des dix femmes parmi les 716 députés de l'assemblée. Elle participe à son unique session, le 5 janvier 1918 et s'oppose aux entraves faites à sa réunion par les Bolcheviks, en apportant des bougies quand ils menacent d'éteindre les lumières.  
Le 30 janvier 1918, le comité central du parti socialiste révolutionnaire lui confie, ainsi qu'à  Aleksandr Guizetti (ru) et Vassily Arkhangelski (ru), l'organisation du travail du parti auprès des enseignants.
Elle est arrêtée à de nombreuses reprises. En 1921 elle est emprisonnée. En 1938 elle est à nouveau victime de la répression et figure avec le numéro 110, dans la première catégorie (à fusiller) sur la liste établie par le collège militaire du tribunal suprème de l'URSS (en) pour l'oblast de Leningrad, datée du 12 décembre 1938 et contresignée par Staline, Molotov et Jadnov,. Elle meurt cependant en prison avant son exécution.

## Famille
- Son frère Stepan (1876-1915), révolutionnaire et terroriste, a été membre du parti socialiste révolutionnaire[8].
- Son fils Boris Viktorovtch Tchernov  (1900 — 1933), également socialiste révolutionnaire[9], a été arrêté et condamné à l'emprisonnement ou à l'exil à quatre reprises, en 1923, 1925, 1929 et 1930. Il meurt en exil le 9 septembre 1933[10], d'autres sources indiquent le 29 septembre.
- Sa fille Maria Viktovna (Ellen) Sletova (1908, environ —au plus tôt en 1960), dirige une station scientifique dans les années 1950 à Kholmogory dans l'oblast d'Arkhangelsk[11].